# كاستلاتسو بورميدا
كاستلاتسو بورميدا (بالإيطالية: Castellazzo Bormida)‏ هي بلدية في مقاطعة ألساندريا في إقليم بييمونتي في إيطاليا.

## السكان
في سنة 1861 بلغ عدد السكان 5٬936 نسمة، وتطور العدد ليصل في سنة 2011 لـ 4٬566 نسمة.
يظهر هذا المخطط البياني تطور النمو السكاني لـ كاستلاتسو بورميدا